# Frane Selak

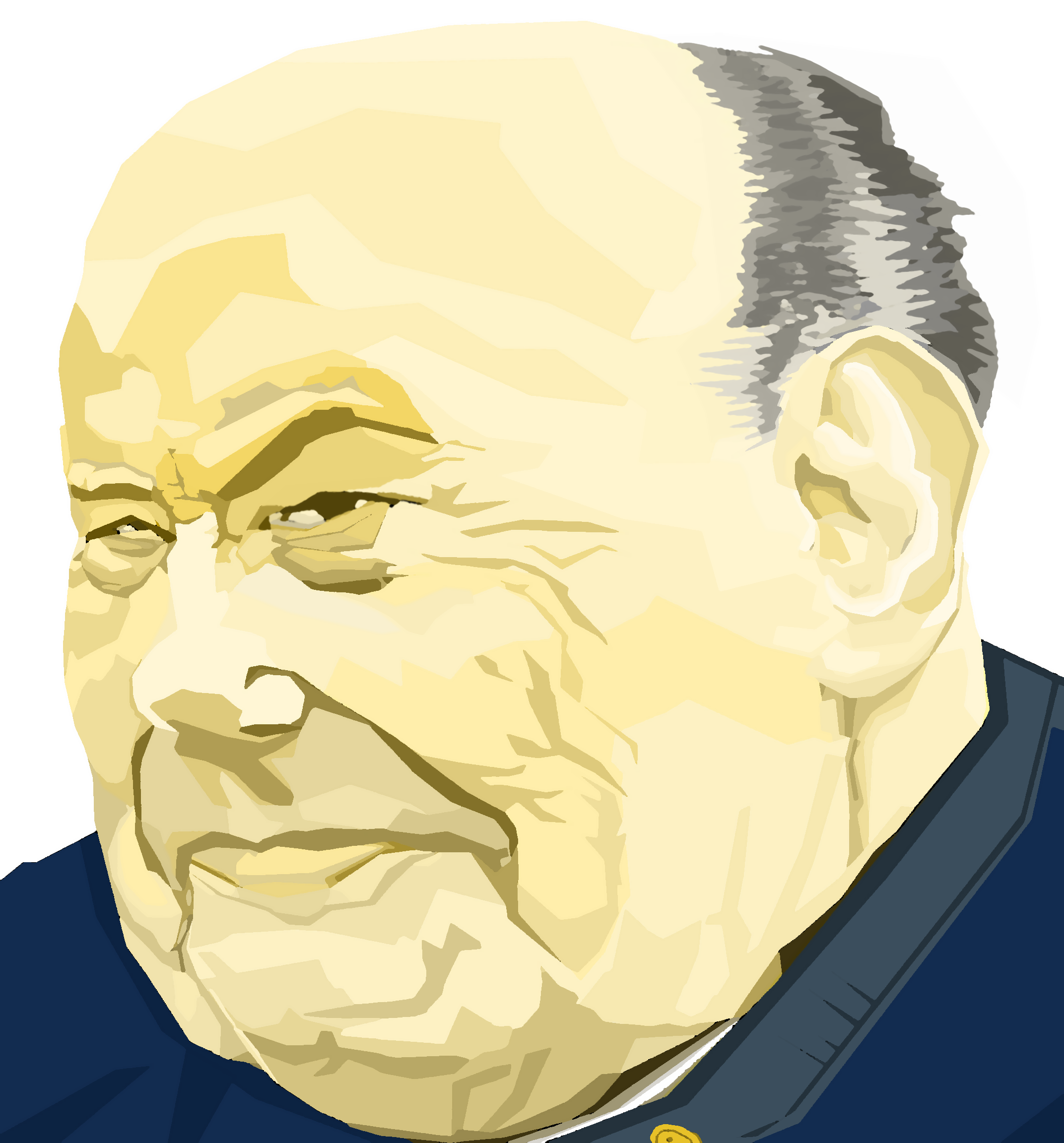
Selak Frane, 2016 verstorben, durch unbestätigte Nahtodschilderungen bekannt geworden

Frano Selak oder Frane Selak (* 14. Juni 1929; gestorben am 30. November 2016) war ein kroatischer Musiklehrer, der für seine unbestätigten Darstellungen über häufige Nahtoderfahrungen bekannt war. Dadurch wurde er auch als „glücklichster unglücklicher Mann der Welt“ bekannt.

## Leben
Laut eigener Aussage gab es bereits in Selaks Kindheit und bei seiner Geburt gesundheitliche Komplikationen, die ihn hätten schwer einschränken oder töten können, jedoch schaffte seine Mutter es, nach Angabe Selaks, durch Beten zu Therese von Lisieux den Jungen zu kurieren.
Selaks angebliche Nahtoderlebnisse begannen im Januar 1962, als er mit einem Zug durch eine kalte, regnerische Schlucht fuhr, der Zug entgleiste und in einen Fluss stürzte. Ein Unbekannter brachte Selak in Sicherheit, 17 weitere Passagiere ertranken. Selak erlitt einen Armbruch und Unterkühlung. Im nächsten Jahr, während seiner ersten und einzigen Flugreise, wurde er aus einer defekten Flugzeugtür geschleudert und landete im Heuhaufen; das Flugzeug soll abgestürzt sein und dabei 19 Menschen getötet haben. In gängigen Datenbanken gibt es keine Aufzeichnungen über einen Flugzeugabsturz im Jahr 1963 rund um Kroatien, die mit Selaks Erzählung übereinstimmen. Drei Jahre später, im Jahr 1966, geriet ein Bus, in dem er saß, von der Straße ab und stürzte in einen Fluss, wobei vier Passagiere ertranken. Selak schwamm mit einigen Schnitten und Prellungen an Land.
1970 fing Frane Selaks Auto während der Fahrt Feuer und es gelang ihm zu fliehen, bevor der Kraftstofftank explodierte. Drei Jahre später wurde der Motor seines Autos bei einem weiteren Verkehrsunfall mit heißem Öl aus einer defekten Kraftstoffpumpe übergossen, wodurch Flammen durch die Lüftungsschlitze schlugen. Selaks Haare waren bei diesem Vorfall völlig versengt, ansonsten blieb er jedoch unverletzt. 1995 wurde er in Zagreb von einem Bus angefahren, erlitt jedoch nur leichte Verletzungen. 1996 entging er in einer Bergkurve einem Frontalzusammenstoß mit einem Lastwagen der Vereinten Nationen, indem er gegen eine Leitplanke ausscherte, die unter der Wucht nachgab. Selak war nicht angeschnallt und wurde aus dem Auto geschleudert. Er klammerte sich an einen Ast und sah zu, wie sein Fahrzeug 90 Meter in die Tiefe stürzte. Zwei Tage nach seinem 73. Geburtstag gewann Selak 900.000 € (1.110.000 US-Dollar) (702.920 £) im Lotto. Zum Zeitpunkt seines Sieges heiratete er auch zum fünften Mal. Während er mit seinem Gewinn zwei Häuser und ein Boot kaufte, beschloss er 2010, den Großteil des verbleibenden Geldes an Verwandte und Freunde zu verschenken, nachdem er sich für einen genügsamen Lebensstil entschieden hatte.
Keines von Selaks Nahtoderlebnissen wurde jemals unabhängig bestätigt, und manchmal waren einige seiner Berichte über seine Nahtoderlebnisse widersprüchlich. 2016 starb er mit 87 Jahren.